# Nouhant
Nouhant é uma comuna francesa na região administrativa da Nova Aquitânia, no departamento de Creuse. Estende-se por uma área de 25,75 km². Em 2010 a comuna tinha 288 habitantes (densidade: 11,2 hab./km²).